# Jeffrey Grice
Pour les articles homonymes, voir Grice (homonymie).
Jeffrey Grice est né en 1954 à Christchurch en Nouvelle-Zélande.

## Biographie
Il suit ses études au Sacred Heart College d'Auckland. Diplômé de l'université d'Auckland, Jeffrey Grice poursuit ses études de piano à Paris, grâce à une bourse du gouvernement français, et obtient la licence de concert de I'École normale de musique dans la classe de Germaine Mounier. Puis il rencontre Enrique Barenboim, auprès duquel il passe une année en Israël. II suit également les conseils de Charles Rosen et de Florencia Raitzin-Legrand.
Jeffrey Grice s'est produit sous la direction de chefs tels Armin Jordan, Michiyoshi Inoue, Wolfgang Doerner, Victor Puhl... En musique de chambre il a été le partenaire des violonistes Alexander Markoff et Alexander Tomescu, des flûtistes Shigenori Kudo et Marya Martin, du violoncelliste Jean-Marie Trotereau (avec lequel il vient d'enregistrer Guy Ropartz, Georges Migot et Debussy chez Integral Classic), du pianiste Laurent Cabasso ou encore des chanteurs comme Mariá Bayo, Anne-Sofie von Otter, Sergueï Leiferkus... 
Jeffrey Grice a enregistré en Europe pour Calliope, Erato et Integral Classic et au Japon pour Sony Classical, Cosmo Village et JVC.
Résidant en France depuis de nombreuses années, Jeffrey Grice a été nommé officier de l'ordre des Arts et des Lettres en 1999.
Il a participé au film de Claude Sautet Un cœur en hiver (1992).